# 氢氧化铒
氢氧化铒是一种无机化合物，化学式为Er(OH)3。

## 化学性质
氢氧化镱可溶于酸，生成镱盐：
Er(OH)3 + 3 H+ → Er3+ + 3 H2O
氢氧化铒受热分解，先生成ErO(OH)，继续加热得到Er2O3。